# Wile E. Coyote's Grand Canyon Blaster
Wile E. Coyote's Grand Canyon Blaster est un parcours de montagnes russes en métal junior, situé dans le parc Six Flags Over Texas à Arlington au Texas.    
C'est un modèle standard de kiddie coaster construit par Chance Rides, mais à la forte décoration afin de s'intégrer au mieux à la section Looney Tunes du parc.